# Петър II (Кипър)
Вижте пояснителната страница за други личности с името Петър II.
Петър II (на френски: Pierre II de Lusignan; * ок. 1357, Никозия, † 13 октомври 1382, Никозия) от род Лузинян, е от 1369 до смъртта си крал на Кипър и титулиран крал на Йерусалим.

## Произход и управление
Той е син на крал Петър I (1328 – 1369) и втората му съпруга Елеонора Арагонска (1333 – 1416), внучка на крал Хайме II Арагонски. Майка му е регентка от 1369 до 1379 г.
Петър II е коронован през 1372 г., на 15 години, във Фамагуста. След неспокойствия генуезците окупират града през 1373 г. и Петър трябва да плаща трибут. През 1373 г. той загубва и завладените от баща му крайбрежни градове в Киликия на османците и така също и короната на Армения.
Петър II се жени през септември 1378 г. за Валентина Висконти (1360 – 1393), дъщеря на Бернабо Висконти, управител на Милано и съпругата му Беатриче Регина дела Скала. Те имат една дъщеря (1379/80– пр. април 1382), която умира преди баща си през 1382 г. в Никозия.
Понеже няма наследници, след ранната му смърт короната получава неговият чичо Якоб I.